# 小屋平站
小屋平站（日语：／ Koyadaira eki */?）是位於富山縣黑部市宇奈月町黑部，屬於黑部峽谷鐵道本線的車站。

## 車站構造
此站是地面車站，設有1面2線的島式月台，月台則是一條鐵板。此站是為了關西電力小屋平水壩業務用而設的車站，並設有小屋平水壩管理設施的引込線。

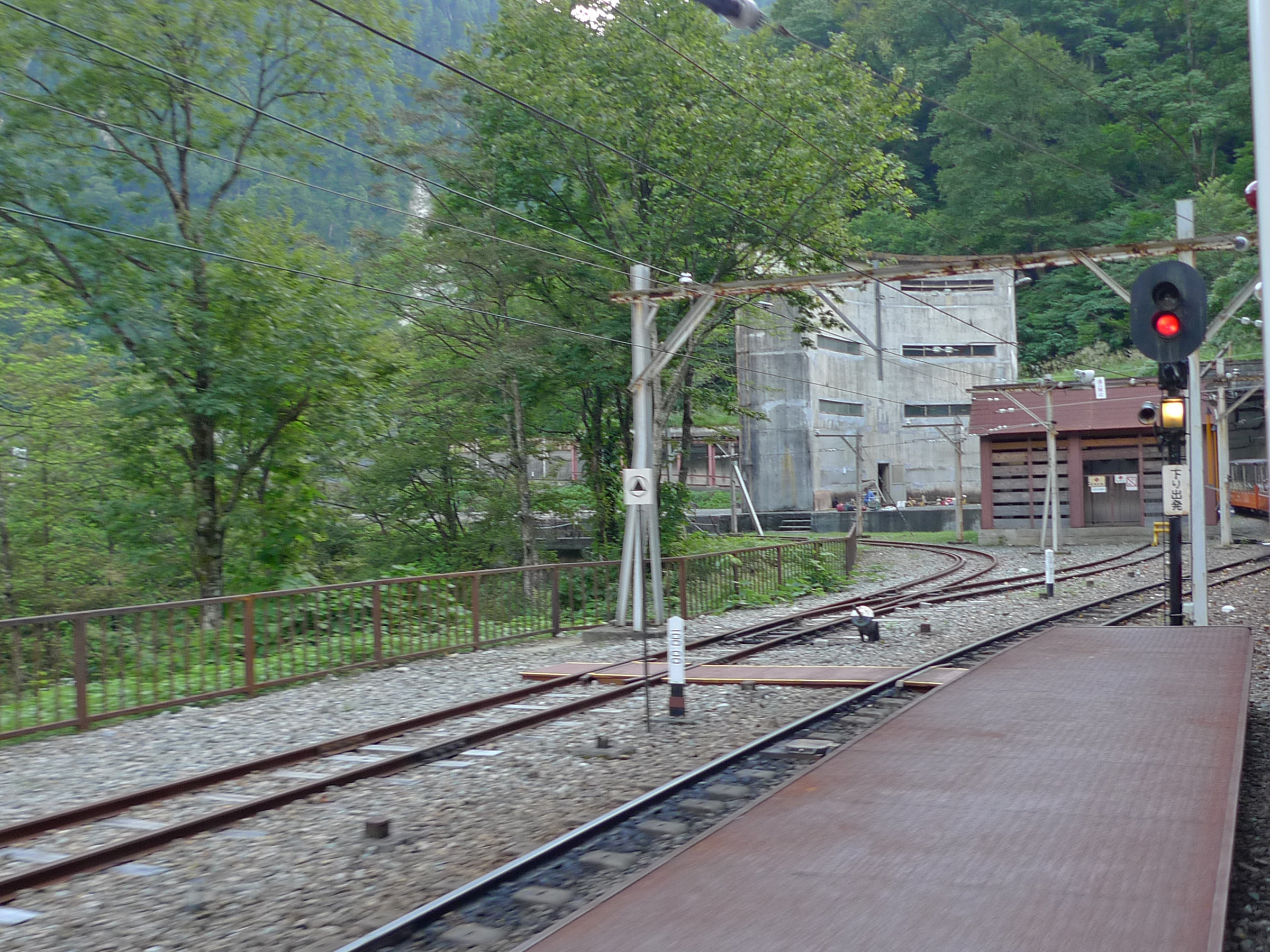
月台（2010年9月）
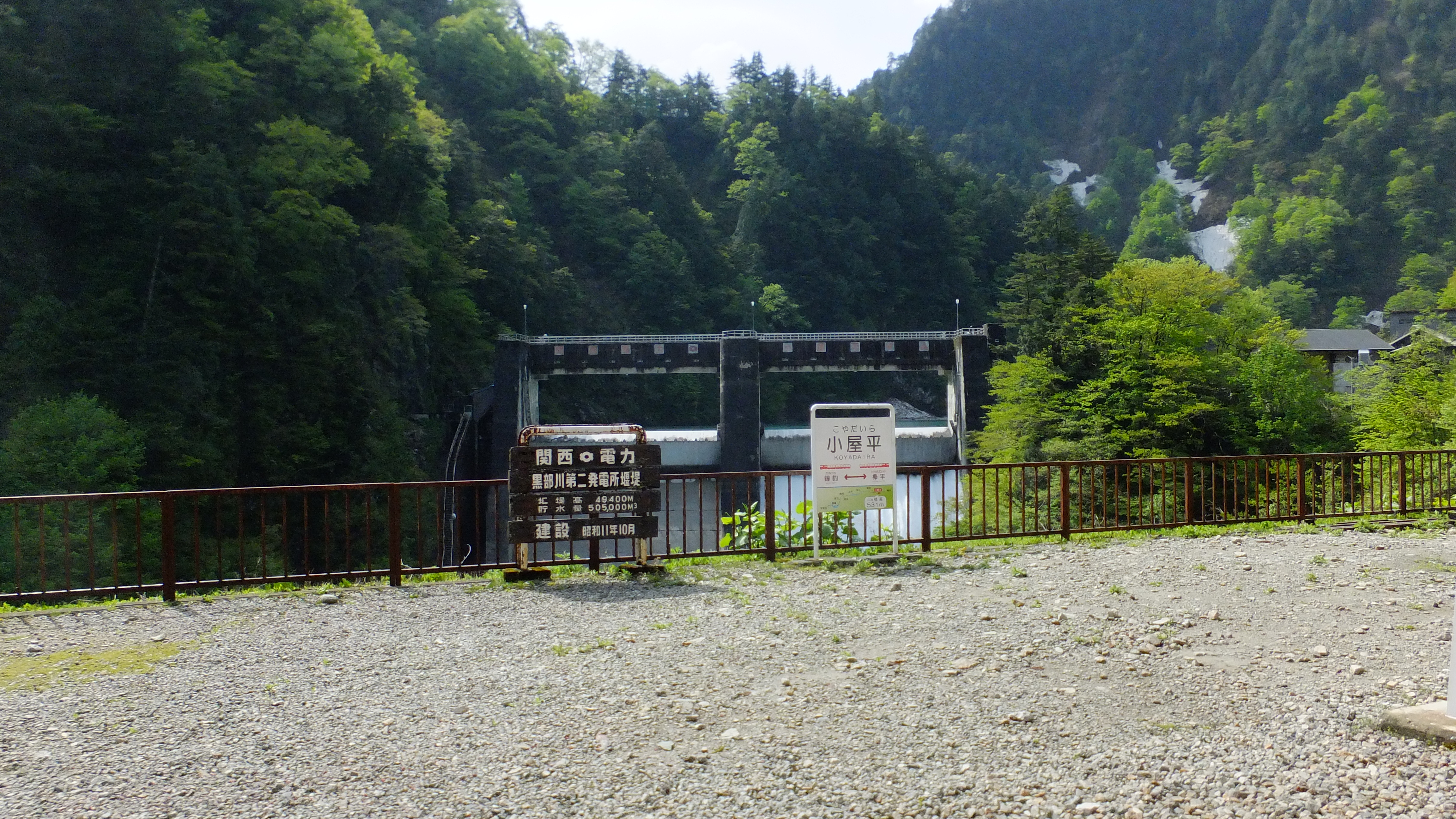
站名牌。後方設有小屋平水壩。

## 相鄰車站
黑部峽谷鐵道
本線
關西電力專用列車
鐘釣－小屋平－欅平
旅客列車
通過
曾經鐘釣站至此站之間曾經設有四平站。

## 注腳
1. ↑  《にっぽん列島鉄道紀行》第13卷。